# Джейн Дженсен
Джейн Дженсен (англ. Jane Jensen, Jane Elizabeth Smith) (28 січня 1963, Палмертон, Пенсільванія, США) — американська геймдизайнерка, творчиня серії пригодницьких ігор Gabriel Knight, авторка науково-фантастичних романів Судний день і Рівняння Данте.

## Біографія та розбока ігор
Була наймолодшою з семи дітей у сім'ї. Здобула диплом за спеціальністю комп'ютерні науки в приватному християнському університеті вільних мистецтв у місті Андерсон (штат Індіана) і протягом шести років працювала системною програмісткою в компанії Hewlett-Packard. Любов до комп'ютерів і створення містичних історій привела її в індустрію комп'ютерних ігор і в компанію Sierra Online в 1991 році. Джейн працювала сценаристкою ігор Police Quest III: The Kindred і EcoQuest: The Search for Cetus. Потім брала участь в розробці гри King's Quest VI: Heir Today, Gone Tomorrow разом з відомою Робертою Вільямс.
Першим самостійним проєктом Дженен стала гра Gabriel Knight: Sins of the Fathers, вийшла в 1993 році. Похмура, надприродна історія була з ентузіазмом прийнята любителями жанру і отримала нагороду «адвенчура року» від журналу Computer Gaming World.
Потім були продовження пригод Габріеля Найта: Gabriel Knight 2: The Beast Within в 1995 і Gabriel Knight 3: Blood of the Sacred, Blood of the Damned в 1999 році. Трилогія примітна тим, що кожна її частина створена у своєму форматі, що не має нічого спільного з іншими двома. Так, перша гра серії являє собою традиційну 2D анімовану адвенчуру, сиквел зроблений повністю на основі технології FMV (full motion video), а третя частина постає в пререндереному 3D. Незважаючи на комерційний успіх обох частин і хорошу критику (The Beast Within названа журналом Computer Gaming World «Грою року»), висока вартість розробок і загальна криза ігрової індустрії, пов'язані з падінням популярності жанру адвенчур, а також фінансові проблеми в компанії Sierra не дозволили продовжити серію, і Gabriel Knight 3: Blood of the Sacred, Blood of the Damned на сьогоднішній день залишається останньою грою серіалу.
Після закриття проєкту Gabriel Knight діяльність Дженсен з сфері ігрової індустрії обмежилася розробкою невеликих казуальних shareware-ігор з детективним або містичним антуражем. Ці ігри випускалися компанією Oberon Media, найбільш примітні з них Inspector Parker (2003) і Be Trapped! (2004), що поєднує в собі традиційні адвенчурні елементи і логічні головоломки.

## Творчі плани
У 2006 році Джейн Дженсен оголосила про повернення в «велику» ігрову індустрію з містичною адвенчурою Gray Matter, вихід якої планувався на початок 2008 року. Гра була анонсована в серпні 2006 на ігровій виставці в Лейпцизі. Над проєктом працювала молода студія Tonuzaba Entertainment, хід робіт контролювався безпосередньо Дженсен. За її задумом, Gray Matter повинна була стати першою грою в новій лінійці адвенчур. Як і в серії Gabriel Knight, у грі два головних герої — нейробіолог Доктор Девід Стайлс (Dr. David Styles) і вулична артистка і фокусниця Саманта Еверетт (Samantha Everett). Їм належить зіткнуться з паранормальними явищами і зайнятися їх вивченням. Відмінною рисою гри заявлено проведення нейробіологічних досліджень за методиками, наближеним до реальних.
Джейн Дженсен живе в Сієтлі з другим чоловіком, композитором Робертом Холмсом.